# Pratt & Whitney PW4000
El Pratt & Whitney PW4000 es una familia de motores turbofán con un empuje certificado de 230 a 441 kN. Construido como el sucesor de la serie de motores JT9D, encontró un mayor número de aplicaciones que su predecesor. El PW4000 fue el primer turbofán comercial de alta derivación diseñado con un sistema «Dual FADEC».

## Diseño y desarrollo
El PW4000 está dividido en tres familias distintas basadas en el diámetro de fan.
La primera familia es la 94 pulgadas (2,4 m) de diámetro de fan con empujes certificados de 230 a 275 kN. Motoriza a los Airbus A310-300 y A300-600 y a los Boeing 747-400, 767-200/300 y MD-11 y está certificado para operación ETOPS 180 minutos si es usado en aviones bimotor. Estos modelos incluyen los PW4052, PW4056, PW4060, PW4062, PW4062A, PW4152, PW4156A, PW4156, PW4158, PW4460, y PW4462.
La segunda familia es la 100 pulgadas (2,5 m) de diámetro de fan desarrollado específicamente para los aviones bimotor Airbus Industrie A330. Tiene empujes certificados de 287 a 305 kN. Los modelos están numerados como PW4164, PW4168, y PW4168A. El lanzamiento del programa Advantage70 fue anunciado en el Festival Aéreo de Farnborough de 2006 con una venta a Kingfisher Airlines. Este programa incrementará el empuje certificado a 311 kN, reduciendo el consumo de combustible en un 1%, y reduciendo los costes de mantenimiento en un 15%.

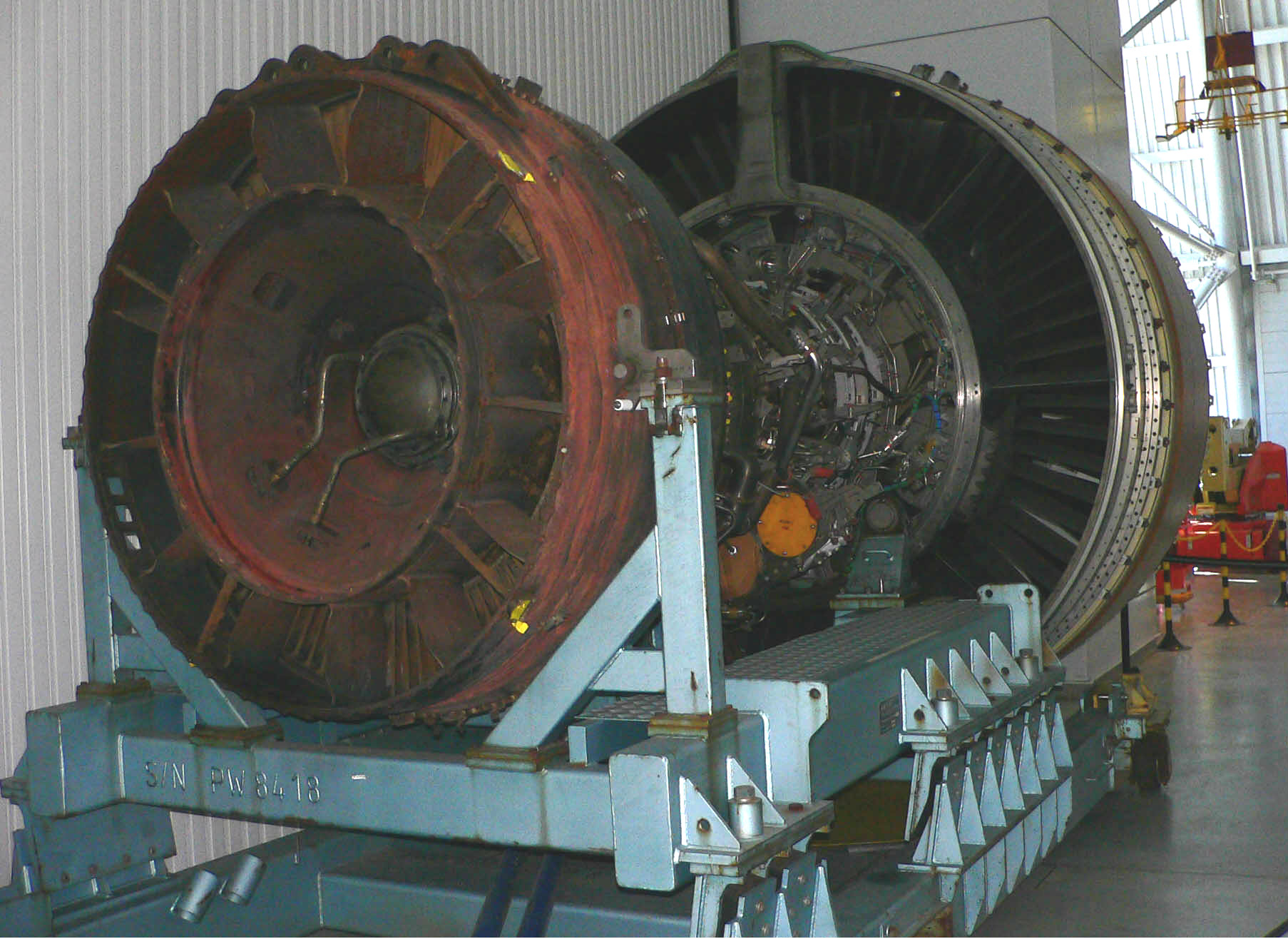
Un Pratt & Whitney 4098 en el Steven F. Udvar-Hazy Center.

La tercera familia es la 112 pulgadas (2,8 m) de diámetro de fan desarrollado específicamente para el Boeing 777 siendo además el motor de lanzamiento. Cuenta con empujes certificados de 386 a 441 kN. Los números de modelo son los PW4074, PW4077, PW4077D, PW4084, PW4084D, PW4090, y PW4098. Entró en servicio en junio de 1995 con United Airlines, y fue el primer motor a reacción en entrar en servicio con una certificación ETOPS de 180 minutos. Puede motorizar a todas las versiones del 777 excepto la 300ER y la 200LR.
El PW4000 presenta materiales para una mejor economía de combustible y flexibilidad.

## Aplicaciones
- Airbus A300
- Airbus A310
- Airbus A330
- Boeing 747
- Boeing 767
- Boeing 777
- McDonnell Douglas MD-11

## Especificaciones (PW4000-100)
Referencias
- Tipo: Turbofán de doble fase y alta derivación.
- Longitud: 4,14 m
- Diámetro: 2,54 m (fan)
- Compresor: Una etapa de fan, cinco etapas de baja presión, once etapas de alta presión.
- Combustión: Anular
- Turbina: dos etapas de alta presión, cinco etapas de baja presión.
- Empuje: 284,7 - 311,4 kN
- Compresión: 32,0:1 - 35,4:1
- Derivación: 5,0:1